# فحص قفوي

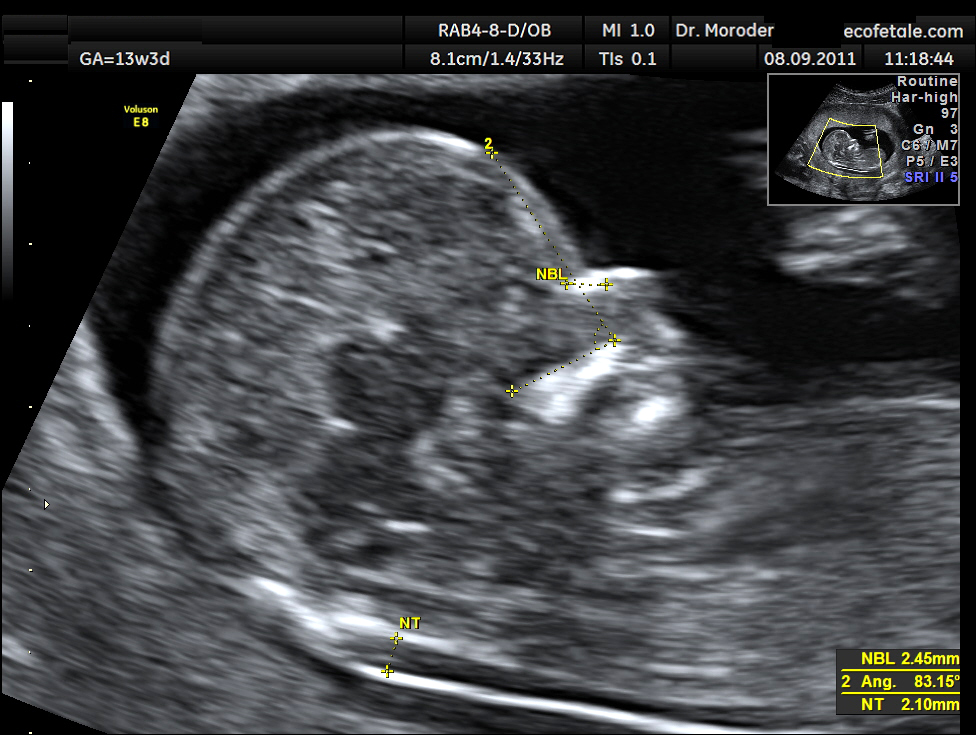
قياسات أبعاد وحجم الجنين أثناء الفحص القفوي باستخدام الأشعة فوق الصوتية

قياس الشفافية القفوي هو استخدام الأشعة فوق الصوتية أثناء فترة الحمل و قبل الولادة، بهدف التنبؤ بأمراض اختلالات الكروموسومات وتحديدًا متلازمة داون في الجنين. وتخضع السيدات الحوامل بشكل اختياري لهذه الاختبار، وخاصة النساء المتقدمات في السن وذلك لارتفاع احتمالية إصابة أجنتهم بمتلازمة داون. كما قد تساعد نتيجة المسح على التنبؤ بوجود تشوهات خلقية بقلب الجنين.
ويتم إجراء هذا المسح في الفترة ما بين 11-13 أسبوع من الحمل وهي الفترة التي تكون فيها قاعدة عنق الجنين لازالت شفافة. فيتم تقييم كمية السائل الموجود في القسم الخلفي لعنق الجنين، ومن هنا جاء اسم الفحص «قياس الشفافية القفوي». ولا يمكن إجراء هذا المسح بعد مرور 13 أسبوع و6 أيام من الحمل.

## دواعي إجراء الفحص القفوي

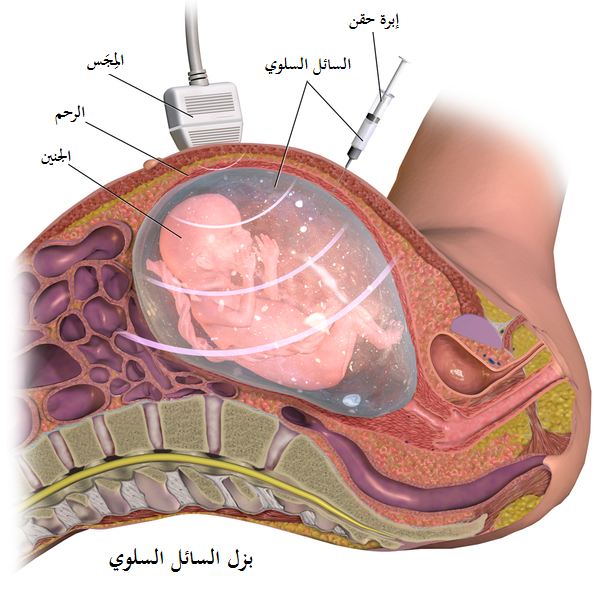
عملية بزل السائل الأمنيوسي

تتعرض جميع النساء، بغض النظر عن أعمارهم، لاحتمالية الحمل بطفل مصاب بإعاقة جسدية أو عقلية. ويساعد الفحص القفوي الأطباء على تقدير نسبة وقوع هذا الخطر كإصابة الجنين بمتلازمة داون أو تشوهات أخرى تحدد بدقة أكثر من عمر الأم وحدها.

### متلازمة داون
متلازمة داون هي اختلال في عدد الكروموسومات ينتج عنه تشوهات شكلية واختلالات وظيفية لبعض الأعضاء وتأخر عقلي. ويزداد خطر إنتاج جنين مصاب بمتلازمة داون بارتفاع عمر الأم. فتصل النسبة إلى جنين واحد مصاب لكل 1400 حالة حمل دون سن 25 ، وجنين واحد مصاب لكل 350 حالة حمل في سن 35، وجنين واحد مصاب لكل 100 حالة حمل في سن 40.
حتى وقت قريب، كانت الطرق الوحيدة التي يعول عليها معرفة ما إذا كان الجنين مصابًا بشذوذ في الكروموسومات هي اختبارات تحمل بعض الخطورة مثل بزل السلى أو فحص الزغابات المشيمية، وتحمل هذه الاختبارات خطر التسبب في الإجهاض بنسب مختلفة تتراوح ما بين 1٪ و 0.06٪ بناءً على عمر الأم. ولذلك فإن الأمهات اللاتي يواجهن احتمالية بسيطة أو لا تذكر فيما يخص خطورة أصابة أجنتهن بمتلازمة داون أو غيرها من أمراض اختلال الكرموسومات غالبًا ما يرغبن في تجنب المخاطر التي قد يتعرض لها الجنين نتيجة إجراء هذه الاختبارات.
حتى ظهر اختبار طبي جديد باسم (MaterniT21) عام 2011 ، وهو اختبار عال الدقة في الكشف عن متلازمة داون وعدد من شذوذ الكروموسومات الأخرى. وذلك بأخذ عينة من دم الأم وفحص الحمض النووي للجنين الموجود في دم الأم أثناء فترة الحمل.

## طريقة إجراء الفحص

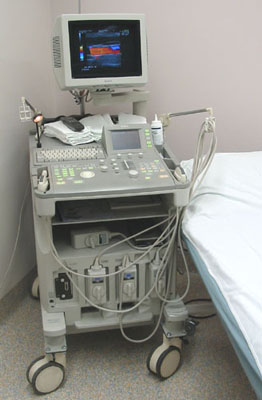
جهاز التصوير بالموجات فوق صوتية.

يستغرق فحص قياس الشفافية القفوي حوالي 15 - 20 دقيقة . تستلقي المراة الحامل على كرسي مائل إلى الخلف، تماما كما في اختبار الموجات فوق الصوتية المعتاد. يوضع المسبار على بطن المرأة وتحديدًا في موقع الرحم والجنين، فيتمكن الطبيب من رؤية صورة الجنين على الشاشة الموضحة. عندما يكون الجنين مستلقيا على جنبه. وبطريقة معينة يتم قياس حجم الجنين و قياس سُمك السائل الموجود في قاعدة عنق الجنين بين الجلد وما تحته، و هو السائل العنقي اللمفاوي، ويوجد هذا السائل بكميات محددة في الأجنة الطبيعية. أما في الحالات التي يكون فيها الجنين مصابًا بأمراض تتعلق بالجهاز العصبي واختلال الكروموسومات يتواجد هذ السائل بكميات كبيرة نسبة لحجم الجنين.
لا يجب أن تشعر الحامل بأي ألم أو أعراض غريبة أثناء أو بعد الاختبار.

## نتائج الاختبار
تتراوح كمية السائل العنقي الليمفاوي في الأجنة الغير مصابة باختلالات الكروموسومات ما بين 2 و 2.8 مللي لتر في الفترة ما بين الأسبوع 11، و الأسبوع 13 و6 أيام من الحمل. وأية زيادة في الكمية قد يعطي تنبؤًا وليس تأكيدًا بإصابة الجنين باختلالات أو أمراض ، مما يجعل من المهم إجراء اختبارات أخرى للتأكد من النتيجة.
وقد تٌظهر نتائج الفحص القفوي تنبؤًا بإصابة الجنين بأي من:
- متلازمة داون
- متلازمة تيرنر
- متلازمة باتو
- متلازمة إدوارد
- فتق إربي غير مباشر
- مرض قلبي خلقي
- فتق سري ولادي
- متلازمة سميث-ليملي-أوبيتز
- متلازمة فاكترل

وقد لا يعطي هذا الاختبار نتائج دقيقة أو صحيحة في حالة إجراؤه خراج فترة الحمل المناسبة، أو بخطأ الممارس الطبي عند قياسه لحجم الجنين أو سُمك السائل نتيجة عدم وجود الجنين في الوضع الصحيح للقياس.
ولزيادة دقة نتائج هذا الاختبار قد يتم أخذ عينة من دم الأم لفحص نسبة مجموعة من المواد مثل : موجهة الغدد التناسلية المشيمائية وألفا فيتو بروتين و إستريول، فيما يعرف بالاختبار الثلاثي. وبجمع نتائج الفحص القفوي ونتائج الاختبار الثلاثي يمكن التنبؤ بنسبة 87% من الأجنة المصابة بمتلازمة داون وذلك عند إجراء الفحص في الأسبوع 12 من الحمل، وبنسبة 82% في حالة إجراء الفحص في الأسبوع 13.

## المخاطر
لا توجد أية مخاطر لهذا الاختبار حيث أنه يتم بواسطة الأشعة فوق الصوتية والتي لا تمثل أية خطورة على صحة الأم أو الجنين.